# Whaleback Light Station
Whaleback ist ein auf einem künstlichen Pier errichteter Leuchtturm im Süden des Bundesstaates Maine.
Der im Kolonialstil errichtete Leuchtturm wacht seit 1872 am nordöstlichen Eingang über die Zufahrt in den Portsmouth Harbor. Er wurde nach dem Vorbild des englischen Eddystone Light aus weißem Granit erbaut. Auf einer Höhe von 59 ft. (ca. 19 m) über der mittleren Flutlinie kennzeichnet ein weißes Blinklicht diesen Leuchtturm, welcher über die Distanz einer halben Meile (ca. 800 m) von Fort Foster, Kittery, in südlicher Richtung beobachtet werden kann. Saisonale Bootstouren von Portsmouth (New Hampshire) besuchen Whaleback neben anderen Leuchttürmen im Portsmouth Harbor.
Der erste Leuchtturm an diesem Ort wurde 1831 auf Basis eines künstlichen, zylindrischen Piers errichtet, jedoch erwies sich diese Konstruktion den schwierigen Witterungsverhältnissen nicht gewachsen. Da mit einem baldigen Kollaps der von Stürmen geplagten Konstruktion durch Auswaschung der Fundamente zu rechnen war, begann bald nach dem Bürgerkrieg die Suche nach Mitteln zur Errichtung des noch heute bestehenden Leuchtturms. 
Am 23. März 1988 wurde Whaleback Light Station als Konstruktion in das National Register of Historic Places aufgenommen. Das Jahr 2003 brachte die Umstellung auf Solarenergie.